# Ciclismo ai Giochi della XXX Olimpiade - Inseguimento a squadre femminile
Le gare di Inseguimento a squadre femminile dei Giochi della XXX Olimpiade furono corse il 3 e 4 agosto al London Velopark. La medaglia d'oro fu vinta dalla selezione britannica, composta da Danielle King, Laura Trott e Joanna Rowsell.
Vide la partecipazione di 10 squadre composte da 3 atleti ognuna.

## Risultati

### Qualificazioni
| Pos. | Paese         | Ciclisti                                               | Tempo    | Note  |
| ---- | ------------- | ------------------------------------------------------ | -------- | ----- |
| 1    | Gran Bretagna | Danielle King Joanna Rowsell Laura Trott               | 3'15"669 | Q, WR |
| 2    | Stati Uniti   | Dotsie Bausch Sarah Hammer Jennie Reed                 | 3'19"406 | Q     |
| 3    | Australia     | Annette Edmondson Melissa Hoskins Josephine Tomic      | 3'19"719 | Q     |
| 4    | Canada        | Gillian Carleton Jasmin Glaesser Tara Whitten          | 3'19"816 | Q     |
| 5    | Nuova Zelanda | Lauren Ellis Jaime Nielsen Alison Shanks               | 3'20"421 | Q     |
| 6    | Paesi Bassi   | Ellen van Dijk Amy Pieters Kirsten Wild                | 3'21"602 | Q     |
| 7    | Germania      | Judith Arndt Charlotte Becker Lisa Brennauer           | 3'22"058 | Q     |
| 8    | Bielorussia   | Alena Dyl'ko Aksana Papko Taccjana Šarakova            | 3'22"580 | Q     |
| 9    | Ucraina       | Jelyzaveta Bočkarova Svitlana Haljuk Lesja Kalytovs'ka | 3'25"160 |       |
| 10   | Cina          | Jiang Fan Jiang Wenwen Liang Jing                      | 3'26"049 |       |

### Primo turno
| Manche | Paese         | Tempo    | Pos. | Note |
| ------ | ------------- | -------- | ---- | ---- |
| 1      | Paesi Bassi   | 3'20"013 | 6    |      |
| 1      | Germania      | 3'21"086 | 7    |      |
| 2      | Nuova Zelanda | 3'18"514 | 5    |      |
| 2      | Bielorussia   | 3'21"942 | 8    |      |
| 3      | Australia     | 3'16"935 | 3    | Q    |
| 3      | Stati Uniti   | 3'16"853 | 2    |      |
| 4      | Canada        | 3'17"454 | 4    | Q    |
| 4      | Gran Bretagna | 3'14"682 | 1    |      |

### Turno finale
Gara per l'oro
| Pos. | Paese         | Tempo    | Note |
| ---- | ------------- | -------- | ---- |
| 1    | Gran Bretagna | 3'14"051 | WR   |
| 2    | Stati Uniti   | 3'19"727 |      |

Gara per il bronzo
| Pos. | Paese     | Tempo    | Note |
| ---- | --------- | -------- | ---- |
| 3    | Canada    | 3'17"915 |      |
| 4    | Australia | 3'18"096 |      |

Gare 5-8º posto
| Manche | Paese         | Tempo    | Pos. | Note |
| ------ | ------------- | -------- | ---- | ---- |
| 1      | Nuova Zelanda | 3'19"351 | 5    |      |
| 1      | Paesi Bassi   | 3'23"256 | 6    |      |
| 2      | Bielorussia   | 3'20"254 | 7    |      |
| 2      | Germania      | 3'20"824 | 8    |      |